# 瑞浪市立稲津小学校
瑞浪市立稲津小学校（みずなみしりつ いなつしょうがっこう）は、岐阜県瑞浪市にある公立小学校。

## 沿革
- 1873年（明治6年） - 小里村に興民義校、萩原村に説教舎が開校する。
- 1874年（明治7年） - 興民義校が興民学校に改称する。
- 1876年（明治9年） - 説教舎が説教学校に改称する。
- 1878年（明治11年） - 興民学校が小里学校に改称する。
- 1881年（明治14年） - 説教学校が萩原学校に改称する。
- 1886年（明治19年） - 小里学校が小里尋常小学校、萩原学校が萩原尋常小学校に、それぞれ改称する。
- 1889年（明治22年）7月1日 - 小里村と萩原村が合併し、稲津村が発足。
- 1903年（明治36年） - 小里尋常小学校が小里尋常高等小学校に改称する。
- 1909年（明治42年） - 小里尋常高等小学校と萩原尋常小学校を統合し、稲津尋常高等小学校となる。
- 1913年（大正2年） - 新築移転[注釈 1]。
- 1941年（昭和16年） - 稲津国民学校に改称する。
- 1947年（昭和22年） - 稲津村立稲津小学校に改称する。
- 1954年（昭和29年）4月1日 - 土岐郡瑞浪土岐町、稲津村、釜戸村、大湫村、日吉村、明世村（山野内、月吉、戸狩）、および恵那郡陶町が合併し、瑞浪市が発足。同時に瑞浪市立稲津小学校に改称する。
- 1980年（昭和55年） - 現在地に移転。